# Fernand Lechat
Pour les articles homonymes, voir Lechat.
Fernand Lechat fut un psychologue et psychanalyste belge né en 1895 à Mont-sur-Marchienne et mort à Bruxelles en 1959. Il a été gravement blessé de la Grande Guerre puis décoré pour son courage aux combats. Il entreprend une analyse didactique avec le Dr Hoffmann disciple de Sigmund Freud. Il fait des contrôles à Paris avec John Leuba et Marie Bonaparte. Il est ainsi devenu membre associé de la Société psychanalytique de Paris.
Il a été avec Maurice Dugautiez l'un de ceux qui ont introduit la psychanalyse en Belgique en créant l'Association des Psychanalystes de Belgique. Il a fortement influencé des jeunes psychiatres qui travaillaient à l'Institut de Psychiatrie de l'Hôpital Brugmann à la fin des années 1950. Il fut un spécialiste de test de Rorschach avant de devenir un didacticien.
Il est inhumé au Cimetière de Bruxelles à Evere.